# Prospalta ochrisquamata
Prospalta ochrisquamata là một loài bướm đêm trong họ Noctuidae.